# 寨前镇
寨前镇为湖南省桂东县下辖镇，2012年5月，由寨前乡改设。

## 行政区划
寨前镇下辖红光社区、新坑村、日新村、牛江村、白竹村、中心村、新桥村、水湾村、槐村、山田村、高峰村和英峰村。